# 香港における成人向け映像
香港における成人向け映像（ホンコンにおけるせいじんむけえいぞう）は、広義には露骨な性描写、激しい暴力、罵詈雑言、薬物乱用などの成人向け要素を含む映画を指す。狭義には日本から輸入されている「アダルトビデオ」（略称「AV（エーブイ）」）と呼ばれる性的欲求を満足させるために製作されたポルノ映像（Pornographic film）作品である。香港では、「AV」をはじめ、「黄片（ウォンピン）」「鹹片（ハムピン）」「毛片（モウピン）」 「A片（エーピン）」 とも言う。また、合法的[なポルノ映像]を「表ビデオ」と呼び、性器部分に修正処理を行われていない、または無断に複製されるなどの理由で非合法のものを「裏ビデオ」と呼ぶ。本項では、主に地元のポルノ映画と非正規品である「裏ビデオ」について記述する。

## 概説
1970年代前半から、地元のポルノ映画が数多く製作されるようになった。1970年から1990年にかけての20年間をポルノ映画の黄金時代と呼ぶ。しかし、1990年代から、香港の成人向け映像文化は日本のアダルトビデオに大きな影響を受けられ、地元のポルノ映画を鑑賞する人は日本のアダルトビデオを見るようになっている。現在でも、日本のアダルトビデオがポルノ映像作品の上位に位置付けている。
ポルノ映像作品の鑑賞方法の変更はデジタルメディアの発展と密接に関わる。80年代以前には、映像を撮影するのに映写機など高価で大きな機材が必要であったため、一般人は自分で映像が編集できない上に、映画館で映画を鑑賞するしかできなかった。1980年代頃から、小型で個人視聴が可能な家庭用VHSデッキの普及と同期して、日本のアダルトビデオは日本国内で一般に登場した。また、90年代以降、メディア技術の発展によって、VCDプレーヤー、DVDプレーヤー、インターネット配信など様々なデジタルメディアが登場し、VCD-RやDVD-R、ネットビデオにより発売されたポルノ作品の数が一気に増えてきて、香港でもブームとなっている。このようなデジタルメディアの発展に伴い、特定の時間帯に見知らぬ人と共に映画館でポルノ映画を鑑賞したことから一変し、ポルノ映像作品をあらゆる場所であらゆる時間に様々なメディアを介して見られるようになっている。一方、撮影機材の発展も成人向け映像文化を変化させた。1980年前後に、以前のようにフィルムを用いた撮影システムが不必要となり、カメラマンの肩に担って映像が撮影できるビデオカメラが開発された。今まで受動的に映像作品を受容してきた素人も技術を使って映像を編集できるようになった。
日本では 、性器部分にモザイク処理などの修正を加えず、性交場面を収録しているポルノ映像作品はわいせつ物頒布罪に該当する可能性が高い。そのため、日本国内で流通・販売されている正規品は基本的にモザイクをかけ、香港では「三仔」（サムジャイ）「有碼」（ユァウマー）「騎兵」（ケイベーン）と呼ばれる。一方、無修正アダルト作品あるいは無断コピー品という海賊版は「裏ビデオ」と呼ばれる。修正処理を施したポルノ映像作品と異なり、性器の映像修正のないビデオは広東語で「四仔」（セイジャイ）「無碼」（モウマー）「歩兵」（ボウベーン）と呼ばれる。ちなみに、香港で流通・販売されているのはほとんど裏ビデオである。

## ポルノ映画の歴史

### 創成期（1970年代以前）
1970年以前、香港人は性に対する保守的な考えを持っていたため、映画には性的興奮・刺激を誘発する内容があっても露骨なセックスシーンがなかった。当時、胸の谷間を見せるなど、色気で売る女優はいたが、全裸で出演することがなかった。秦小梨（シン・ショウ・リ）や張仲文（チョウ・チュウ・ブン）、孟莉（マーン・リー）、狄娜（ティナ・ディク）はポルノ映画の女優の代表として挙げられている。

### 1970年代
大胆な題材を扱った映画が欧米から大量に輸入され、香港の伝統的な価値観と道徳観に大きな衝撃を与えた。また、映画検閲が少しずつ緩くなってきたきっかけに、香港の映画製作会社である邵氏兄弟有限公司（ショウ・ブラザーズ）は先立って「風月片」（フォンユッピン）と呼ばれるポルノ映画製作に取り組んだ。
1972年に楚原（ソ・ゲン）監督によって制作された『愛奴』（アイノー）という愛と憎しみが描かれた映画は、女性の同性愛という大胆な題材が含まれている。また、李瀚祥（リ・カンショウ）監督の『北地胭脂』（バッディーインジー）や『金瓶雙艷』（ガンペンションイーム）という中国の文学作品を脚色し、性描写が描かれる映画は大好評を博した。その上、耽美派監督の何藩（カ・ハン）による『長髪姑娘』（チョウファッグーリョウ）は異なる撮影技術が採用され、良い評判になった。当時は、ポルノ映画の全盛期であった。1970年代後半には、ポルノ映画に対する検閲がより緩和された。1977年に、呂奇（ロイ・ケイ）監督による『財子名花星媽』（スターレッツ・フォー・セールス）という香港初の女性器が映っている映画が誕生した。

### 1980年代
1980年代前半に、映画検閲制度まだ充実していなかった。映画製作会社は審査に確実に通るために、ポルノ映画の代わりに実験映画の制作を掲げ、性描写のシーンを映画に入れた。
1988年11月10日に、《電影檢查條例》（映画検査条例）は制定された。映画のレイティングシステムによって、著しく性的感情を刺激する行動描写や残酷な暴力シーンがある映画はIII級に該当し、18歳未満の入場・鑑賞を禁止する。映画審査の基準が明確に定められた後、ポルノ映画製作が復活した。 　 
1980年代後半から1990年代前半にかけて、香港における日活院線（日活映画館）と巨人院線（巨人映画館）、奧斯卡院線（オスカー映画館）は成人ポルノ映画館の上位3位を占めていた。地元のポルノ映画だけでなく、欧米や台湾などで製作された映画も上映していた。80年代から日本のアダルトビデオが普及しているため、映画館で最も多く放映されたのは邦画であった。

### 1990年代
ポルノ映画の普及に伴い、ポルノ映画に出演して売れ出した無名だった女優が現れた。「雙葉」(ションイップ）と呼ばれる女優はその代表であった。葉子楣（エイミー・イップ）は抜群なスタイルで海外においても人気であった。また、葉玉卿（ヴェロニカ・イップ）は初めて出演したポルノ映画の興行収入が1千3百万香港ドルを記録した。しかし、1997年には、香港返還の影響で映画検閲の基準が厳しくなり、香港におけるポルノ映画の市場規模は次第に縮小した。一方、日本のアダルトビデオがブームとなり、映画館に入場してポルノ映画鑑賞のニーズが激減し、ポルノ映画の衰退期を辿った。

### 2000年代から現在
ポルノ映画の低迷が続き、2011年には『3D SEX & 禅』（原題：3D肉蒲團之極樂寶鑑）という香港初の3Dポルノ映画が誕生し、一時話題になり、2011年6月15日には興行収入が4千万香港ドルに達した。しかし、キャストには日本のAV女優も含まれているし、3Dの視覚的な要素も加えて、性描写より、残酷な暴力シーンが強調されるので、本格的なポルノ映画ではないと思われている。

## ビデオの歴史

### VHSビデオテープ（1980年代前半から1990年代前半）
1980年代前半には、ビデオデッキの普及と伴い、ポルノ映像の記録方式はフィルムからテープへ変化した。しかし、当時ビデオデッキは新技術を搭載した高額な輸入品であったため、香港の一般家庭では購入できなかった。また、テレビ放送について、香港はPALで、日本はNTSCという異なる映像方式を採用している。NTSCで記録された映像を見るためにはNTSC対応のビデオデッキを必要としたが、90年代にはNTSCをPALに変換することが不可能だったため、香港で販売されていたアダルトビデオは正規VHSではなく、ほとんど無断コピー品である「裏ビデオ」であった。その上、日本では無修正アダルト映像の流通・販売は違法で犯罪であるが、海外で成人限定の無修正映像は「合法」とされている国家に輸出するのは可能であるため、それが多く製作されている。そもそも香港においても、無修正映像の流通・販売はわいせつ物頒布罪 によって違法とされているため、無修正映像を見たい市場の潜在的な需要があっても、日本から海外向けの正規品を輸入することができない。上記の理由で、90年代前半には、裏VHSビデオテープが香港で目立たないように流通するようになった。

#### 流通別分類
香港における裏ビデオの流通方法はいくつかのタイプに分類され、複数のタイプが複合したものもある。
日本正規品
日本から輸入され、修正処理が施されたポルノ映像作品である。裏ビデオより画質が良好であるが、高価で放送規格が異なるため、香港ではあまり普及していなかった。
無修正アダルトビデオ
無修正処理、あるいは性器等のモザイク処理が極めて薄い「極薄消し」というほとんど意味を成さないモザイクが施され、摘発される可能性が高い裏ビデオである。
無断コピー品
上記2点の映像作品が家庭用ビデオデッキレコーダー（VTR）でコピーして流通・販売されているものである。しかし、このような裏ビデオがダビングを繰り返されているのが多いため、一般的に映像の品質は高くない。その上、無断で複製した場合は、わいせつ物頒布罪に限らず、著作権法にも違反する。

#### 販売方法・経路
合法のアダルトビデオとは異なり、一般的なビデオ店には置かれず、下記に示す流通法で販売されていた。裏ビデオ専門店は主に九龍半島の旺角にある古い建物の中にあった。また、ビデオやゲームソフトを取り揃えている好景商場（ホウキンショッピングセンター）、信和中心（シノセンター）、先達廣場（シンタップラザ）などのショッピングセンターにもあった。一般的に暴力団が運営していると言われている。
当時、ビデオの交換可能な会員制度を設けている販売店があった。ビデオを交換するごとに、その値段が下がるという制度である。また、「鑑賞してから購入する」というサービスを提供していた。会員は見てみたいビデオを選んで、ソファーとビデオデッキしかない部屋で一時間くらいビデオを鑑賞するサービスである。

### 裏VCD（1990年代前半から1990年代後半）
香港では1990年代にプームとなった裏VCDとは、裏ビデオと同様に主として性器部分に修正を加えず、性交場面を収録しているポルノ映像作品である。

#### 流通別分類
裏VCDは次のような種類がある。
過去に販売された裏ビデオをVCD-Rに記録したもの
VHSビデオテープ時代の裏ビデオ作品をVCD-Rに記録したものである。
裏VCDをVCD-Rにダビングしたもの
裏VCDをVCD-Rにダビングしたものである。一部のビデオは何らかの方法で香港に持ち込まれた無修正VCDを無許可で複製したものであり、これらの品はわいせつ物頒布罪だけでなく、著作権法違反にも問われる。

#### 販売方法・経路
裏VCDがブームとなり、裏VHSを販売する専門店は裏VCDを販売し始めた。販売先は一気に増加し、香港中で裏VCDを購入することができた。その中で、好景商場は最も裏VCDの購入者の間で人気があった。そこで、四仔教父（セイジャイキョウフと呼ばれる店員は印象的なスローガンを掲げ、客たちを店内へ呼び込んでいた。例えば、「三隻一百、四仔冇格」（サンジェヤッバー・セイジャイモウガ、無修正AVは3枚あたり100香港ドルという意味。）という語呂が良くて覚えやすいスローガンは、現在でも香港人によく覚えられている。
裏VCD販売店の多くでは、入り口に暖簾をかけ、店の中を見えないようにする。また、わいせつ物を陳列、販売、頒布するのは法律違反のため、店員と客の間の金銭のやり取りをしないように、客たちが店内でVCDを選び、払う時自分でレジのところにお金を置き、お釣りを取るという販売方法を用いていた。
裏VCDが3枚あたり100香港ドルで、裏ビデオよりずっと安かった。しかし、その後は裏DVDやネットビデオに取り替えられ、100香港ドルで12枚も買える時代となり、裏VCD市場が急速に縮小しつつある。

### 裏DVD（1990年代後半から2000年頃）
1990年代後半には、VCDプレーヤーの代わりに、DVDプレーヤーが普及してきた。近年では、初期のアダルトビデオは家庭用ビデオカメラで撮影されているものが多い上、VHSテープやVCD—Rに勝手に複製されていることも多いため、映像作品の品質は低い。しかし、DVDが開発された以来、正規DVDから複製したものは比較的に画質のよいものになる。

#### 販売方法・経路
裏DVDの流通・販売方法は基本的に裏VCDに類似する。しかし、2000年代前半に、警察当局が一斉摘発に乗り出し、裏ビデオ（わいせつ以外の裏ビデオも含む）は壊滅的な打撃を受けた。例えば、2003年にある捜査で、1000万香港ドル以上の裏VCDが押収され、50人が逮捕された。また、捜査期間で、店舗の貸し借りが禁止されたことにより、不動産会社の収益に大きく影響を与えたため、裏ビデオ販売店に店舗を賃貸しないことにした。そのため、実店舗の代わりに、好景商場や信和中心の入り口の近くで、係の人はそこを通る男性に名刺を渡すという販売方法に変化した。客たちは名刺に書いてある電話番号に連絡を入れ、係の人と待ち合わせの場所を確認しあい、商品を受け取る。なお、現在好景商場は裏ビデオ販売店が消え去り、仲間同士と家族で楽しめる一般的なショッピングセンターとなっている。

### ネットビデオ（2000年代前半から現在）
- ウェブサイト・掲示板・FTPサーバ(2000年代前半)
2000年代に入ってから、インターネットの普及に伴い、ネットで様々なアダルトビデオを鑑賞する方法が生まれてきた。例えば、成人ウェブサイトに会員登録すれば、アダルト映像をたくさんダウンロードできる。しかし、そのような配信サービスを利用するには、年会費や月会費などもかかるし、帯域幅(bandwidth)の制限で、映像の長さは30分以下のものが多い。一方、当時インターネット上のAV配信に関する法律がまだ導入されていないため、ユーザーは簡単にネットフォーラムでのAVの交流掲示板やFTPサーバからAVをダウンロードすることができた。例えば、現在まで、香港討論區（ホンコントウロンク）、Uwants、KTzoneなどの人気のあるネットフォーラムの中でも、AVの交流掲示板はまだ残っている。
- BT （BitTorrent、ビットトレント）(2000年代後半)
それから、BTと呼ばれるP2Pサービスを通じ、同じネットワークのユーザーがお互いに直接AVを共有及びダウンロードするのは2000年代後半から非常に流行っている。そこで、AVを鑑賞する形態は大きな変化が起こった。ユーザーはBTを利用し、無料でファイルをダウンロードすることができるため、わざわざビデオショップへVCD或いはDVDを買いに行かなくても、家でAVを楽しむことができるようになった。実際、BTを利用して映画を配布するのは違法であるが、配布者の多くはファイルを海外のサーバに置いているため、香港政府が違法コンテンツの配布元を抑えるのは相当に難しい。
- オンラインビデオ配信(2000年代後半から現在)
2010年以降、データ転送の高速化により、インターネットの帯域幅は昔よりだいぶ広くなってきた。そのため、YouPorn、ThisAVというAVを無料放送しているウェブサイトが増えている。ユーザーは時間をかけてBTでビデオをダウンロードするより、現在スマートフォンでも簡単にオンラインでAVを見ることができるようになった。一方、現在のAVサイトでは、成人交流掲示板と異なり、それぞれのAVを地域別で分けているだけでなく、ジャンル別でも検索できる。

アダルトビデオのジャンルは下記に示す。
- 巨乳
- 熟女
- ロリ系
- ギャル
- 人妻
- 女子校生
- 中出し
- アナル
- ニューハーフ
- SM

## AV女優・男優
アダルトブームの定着に伴い、AVに出演する女優がたくさん現れた。下記に香港で人気のある女優を年代別に示す。
- VHSテープ時代：飯島愛・白石ひとみ・憂木瞳・浅倉舞
- VCD時代：小沢まどか・夕樹舞子・麻生早苗
- DVD・インターネット配信時代：蒼井そら・吉沢明歩・松島かえで・波多野結衣・Rio・白石茉莉奈

また、加藤鷹、しみけん、チョコボール向井などの売れっ子AV男優も誕生する。

## 香港における「変態」映像
世界最大のアダルトサイトであるPornhubの統計によれば、2017年の香港人の同サイト内検索は「日本」が最多であり、カテゴリー別では「変態」が最も多く、香港人がPornhubでいちばん観ているのは日本の変態アニメである。
香港では、「変態」は「倒錯性欲」と訳される。
香港中文大学准教授のカトリエン・ジェイコブズは、香港での「変態」人気をエキゾチックな日本文化への興味に起因するものであり、「この人気は驚くにあたりません。香港では1960年代からずっと、マンガおよびアニメ文化が流行っているのですから。……（視聴者は）自らの性的欲望を日本文化に投影しているんです」として、人は自分が絶えず接している概念や思想により魅かれるものであり、「これは（とくにマンガやアニメに取りつかれている）オタク文化の一部分なんです。オタクな消費者は、女性差別的・女性嫌悪的ポルノの極端な表現にも慣れっこになっています」と述べている。
香港大学助教授のジェイソン・ホー・カーハンは、「変態」の魅力は幻想であり、窮屈で保守的な文化からの逃避だとみており、「抑圧が強ければ強いほど、反発も大きい。香港は比較的保守的で、変態は視覚的にきわめて刺激的なんです」と述べている。
ある香港人は変態アニメの魅力を「実写（ポルノ）映画だと舞台というか設定的に表現が難しいものもあります。たとえば、触手（と呼ばれる）サブジャンルがあって……女性が宇宙人の触手とヤルわけです。これは実写だったら単にCGを使うだけだから、変な感じになるだろうと思います」「皆それが幻想だとわかっています。現実ではないと。私たちには自由に想像する余地が必要なときもある。想像の世界と現実をごっちゃにしなければいいだけのことでしょう」と語っている。